# Sông Hương

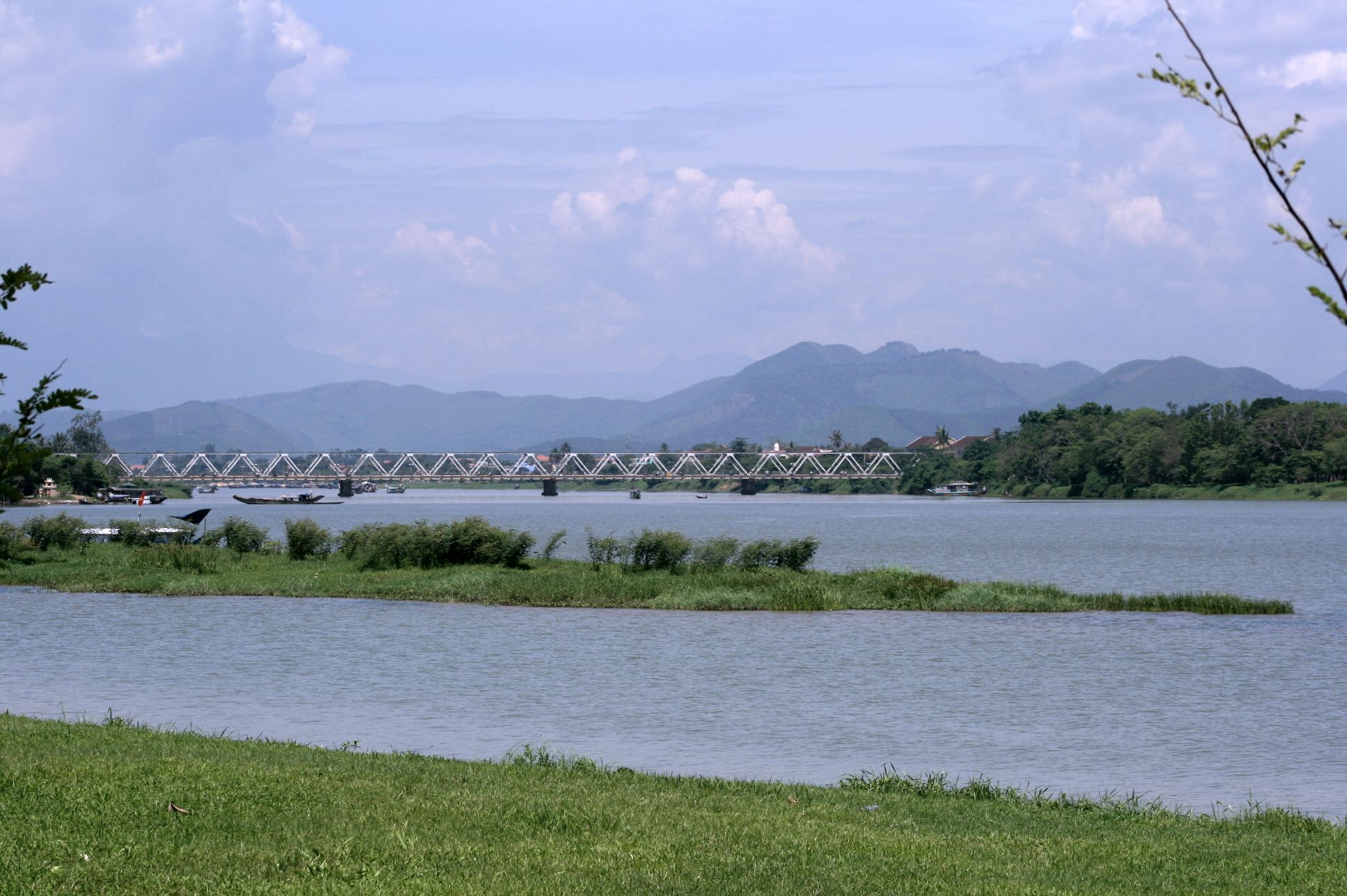
Sông Hương w Huế

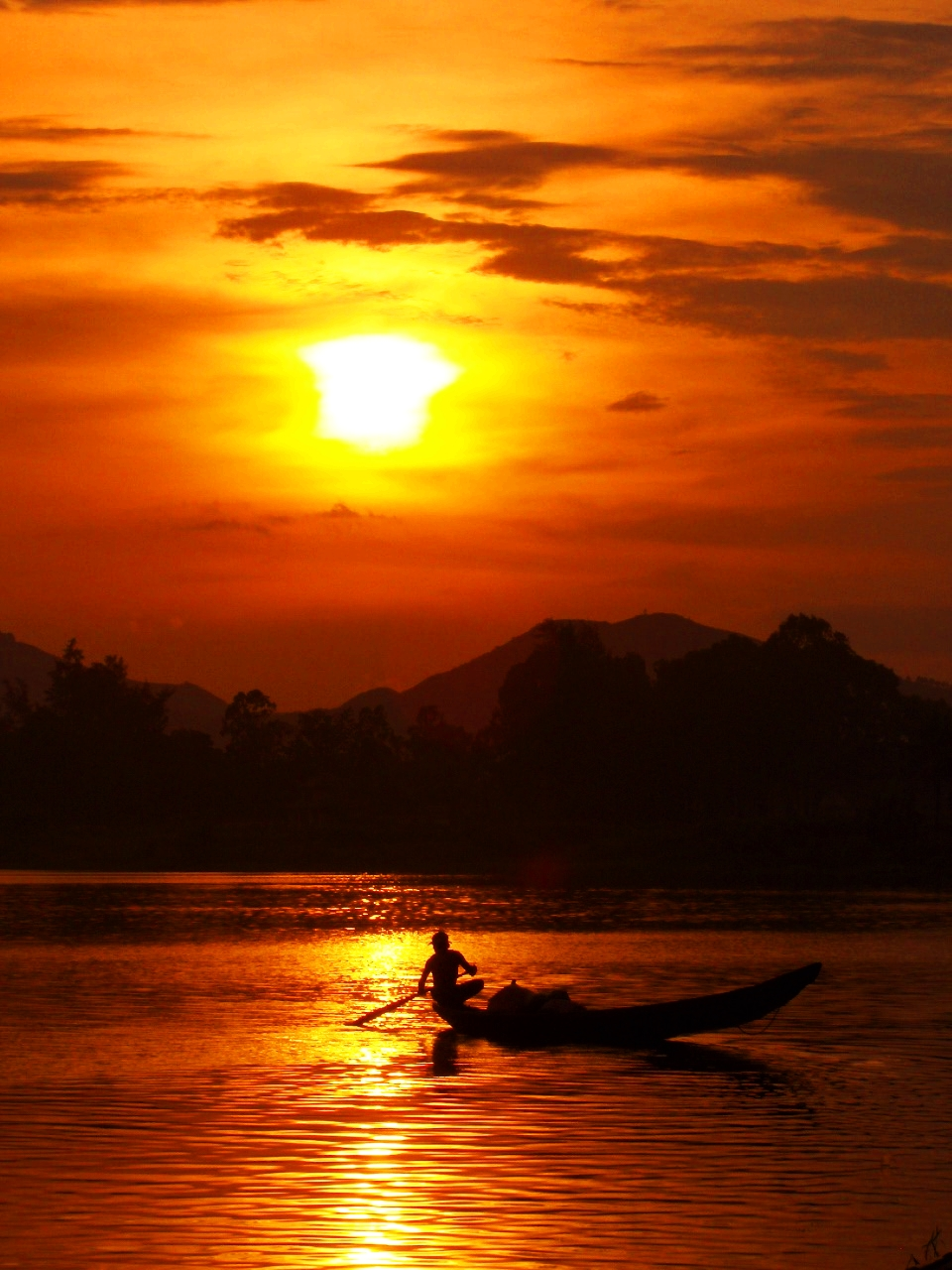
Zachód słońca nad rzeką Hương w pobliżu ujścia

Sông Hương, Hương Giang – rzeka przepływająca przez miasto Huế, w położonej w środkowym Wietnamie prowincji Thừa Thiên-Huế.

## Źródła i przebieg
Sông Hương wypływa z Gór Annamskich w okolicy parku narodowego Bạch Mã, skąd płynie w kierunku północno-zachodnim do miejsca zwanego Bằng Lãng, gdzie łączy się z podobnej wielkości dopływem zwanym Tả Trạch. Od tego miejsca rzeka meandruje z południa na północ mijając świątynie Hòn Chén i Ngọc Trản a następnie skręca na północny zachód, przecinając doliny Nguyệt Biều i Lương Quán. Wzdłuż rzeki położone są monumentalne budowle grobowców cesarzy Gia Longa, Minh Mạnga, Thiệu Trị, Tự Đứca i in. Następnie rzeka skręca na północny wschód, docierając do miasta Huế, stolicy Wietnamu za panowania dynastii Nguyễn. Stamtąd rzeka o zielonkawych, a czasami mlecznych wodach podąża do ujścia, mijając wysepkę Hen i kilka wiosek, by na koniec wpaść do laguny zwanej Tam Giang.
Od połączenia w Bằng Lãng do ujścia Sông Hương liczy 30 km i płynie bardzo wolno (różnica poziomów u źródeł i ujścia jest bardzo niewielka). Wody Sông Hương ciemnieją, gdy przepływa u podnóży pasma górskiego Ngọc Trản, gdzie znajduje się jedyna w całym nurcie rzeki głębia.
Rzeka przepływa meandrami przez wioski Kim Long, Nguyệt Biều, Vỹ Dạ, Đông Ba, Gia Hội, miejsce targowe Dinh, Nam Phổ, Bao Vinh, i przez Huế.

## Życie nad brzegami
Miejscowi, którzy mieszkają nad brzegiem rzeki w Huế, to biedacy piorący swe ubrania i kąpiący się w jej wodach. Źródłem ich groszowych zarobków jest piasek wydobywany z dna i sprzedawany okolicznym cementowniom.